# Greda Breška
Greda Breška je naseljeno mjesto u Republici Hrvatskoj u Zagrebačkoj županiji. Nalazi se u sastavu grada Ivanić-Grada. 

## Zemljopis
Greda Breška je malo mjesto smješteno na nizinskom terenu zapadno od Ivanić-Grada, između autoceste Zagreb - Lipovac i županijske ceste prema Posavskim Bregima i rijeci Savi. Razvilo se uz obalu potoka Mrtvečina i uz prilazne putove. Pripada mu zaselak Kutrinec. 

## Stanovništvo
Prema popisu iz 2001. godine ima 165 stanovnika.
| broj stanovnika | 350   | 348   | 315   | 337   | 361   | 333   | 323   | 281   | 378   | 270   | 251   | 340   | 201   | 174   | 165   | 156   | 164   |
|                 | 1857. | 1869. | 1880. | 1890. | 1900. | 1910. | 1921. | 1931. | 1948. | 1953. | 1961. | 1971. | 1981. | 1991. | 2001. | 2011. | 2021. |

## Povijest
Naselje je postajalo i prije turskih osvajanja kao dio posjeda zagrebačkog biskupa pod imenom Greda. U drugoj polovici 16. stoljeća zbog najezde turaka stanovnici sele prema zapadu. Godine 1594. godine dio stanovnika se vrača u Gredu, a doseljavaju se i novi iz Polonja i Posavine. Godine 1780. u Gredi je bilo 459 stanovnika što je najviše u njenoj povijesti. Od godine 1900. Greda se iskazuje po danjašnjem imenu Greda Breška.
Greda Breška crkveno pripada župi Svetog Maksimilijana u Posavskim Bregima. Do pedesetih godina 20. st. Greda Breška je u sastavu kotara Dugo Selo, općine Posavski Bregi koja je tadašnjim ustrojem ukinuta, te se „utapa“ u općinu Ivanić-Grad. Devedesetih godina 20 st. novim ustrojem u Hrvatskoj, Greda Breška postaje gradsko naselje Grada Ivanić-Grada.

## Gospodarstvo
Na prostoru mjesta nema industrije već se stanovništvo uglavnom bavi poljoprivredom, te ima nekoliko uzgajivača autohtone pasmine Posavskog konja.

## Zanimljivosti
Povijesni i tradicionalni stil ovog mjesta satkan je djelom Gredske ulice uz potok Mrtvečina gdje je potez drvenih prizemnica te jedna drvena jednokatnica s hrvatskim uglom što čini 40% njegova građevinskog fonda. 
Krajem 19. stoljeća te početkom 20. stoljeća domaćinstva su bila formirana kao seoske zajednice. Najveća seoska zajednica bila je obitelji Rošin, tako da danas u mjestu ima najviše prezimena: Rošin, Rošin-Petrinec, Rošin-Grget, Rošin-Šiprag

## Svetkovine i događanja
U mjestu je poklonac (kapelica) Svete Ane pa se 26. srpnja veliko pučko slavlje povodom Svete Ane zaštitnice mjesta.
U društvenom domu organiziraju se svadbene svečanosti, rođendani, seoske i vatrogasne zabave, a za Svetog Nikolu mještani organiziraju priredbu dolazaka Svetog Nikole s darovima, te se prikazuje igrokaz.

## Kultura
- DVD Greda Breška
- Društvo žena Greda Breška
- Udruga Mladih Breška Greda

## Vanjske poveznice
- Službene stranice Grada Ivanić-Grada